# 瓦爾博納河
42°15′59″N 19°27′35″E / 42.26639°N 19.45972°E

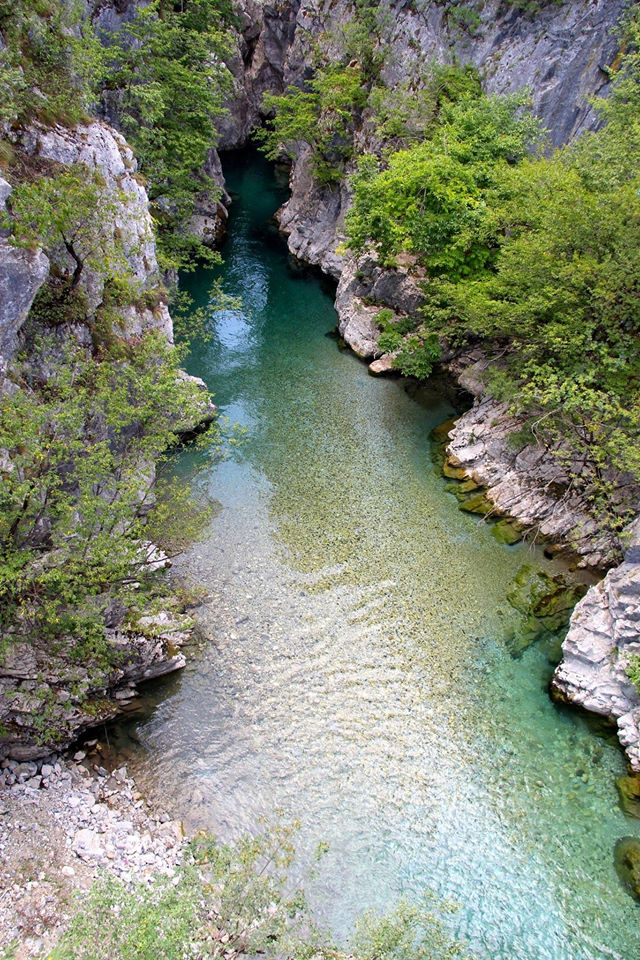

瓦爾博納河（Valbona），是阿爾巴尼亞的河流，位於該國北部，毗鄰蒙特內哥羅接壤邊境，是德林河的支流，河道全長51公里，流域面積657平方公里，該河流平均流量每秒33立方米。